# Stenophylax serratus
Stenophylax serratus là một loài Trichoptera trong họ Limnephilidae. Chúng phân bố ở miền Cổ bắc.